# 坂本満
坂本 満（さかもと みつる、1932年4月18日 - ）は、日本の美術史学者、お茶の水女子大学名誉教授。専門は東西美術交渉史、西洋版画史。

## 来歴
東京生まれ。1955年東京大学教養学部フランス科卒、57年同文学部美学美術史卒、59年同大学院修士課程修了。吉川逸治の下でゴヤを研究、パリ図書館に学び、東京国立博物館学芸員、東京国立文化財研究所勤務、1973年お茶の水女子大学文教育学部教授、1989年国立歴史民俗博物館教授、1996年定年退官、聖徳大学教授。金沢美術工芸大学客員教授。専門は東西美術交渉史、西洋版画史。

## 著書
- 版画散歩（筑摩書房、1985年）
- 人間の美術 8 黄金とクルス 安土・桃山時代（学習研究社 1990年）

### 翻訳
- バロック芸術 （ヴィクトール・リュシアン・タピエ 高階秀爾共訳 白水社 (文庫クセジュ) 1962年）
- バロック イタリアと中部ヨーロッパ （ピエール・シャルパントラ 美術出版社 (世界の建築) 1965年）
- 近代画家論 （リオネロ・ヴェントゥーリ 佐々木英也、高階秀爾共訳 角川書店 1967年）
- ルオー全版画（フランソワ・シャポン他 柳宗玄、高階秀爾 共訳 岩波書店 1979年3月）
- フランシスコ・ゴヤ （ジャック・シャストネ他 岩井瑞枝共訳 小学館 (世界伝記双書) 1984年6月）

## 共編著
- 世界の美術 第8 エル・グレコ、ベラスケス （河出書房新社 1965年）
- 講談社版世界美術 第11 バロック・ロココ （講談社 1966年）
- 世界美術全集 第9 コロー、ミレー、クールベ、ドーミエ他 （河出書房新社 1967年）
- 世界版画大系 全10巻 （ジャン・アデマール、吉川逸治共編 筑摩書房 1972年-1974年）
- ファブリ世界名画集 78 ティントレット （平凡社 1973年）
- 日本の美術 34 南蛮美術 （吉村元雄共著 小学館(ブック・オブ・ブックス) 1974年）
- 新潮美術文庫 21 コロー 1974年）
- 平凡社ギャラリー 23 北斎漫画 （平凡社 1974年）
- 新潮美術文庫 10 リューベンス （1976年）
- グランド世界美術 16 ワトーとロココ美術 （講談社 1977年10月）
- 世界の素描 5 ティントレット （講談社 1978年11月）
- 日本屏風絵集成 第15巻 風俗画 南蛮風俗 （講談社 1979年8月）
- 現代日本の美術 第1巻 近代の胎動 （小学館 1980年1月）
- NHKルーブル美術館 5 バロックの光と影 イタリア/スペイン/フランドル/オランダ （日本放送出版協会 1986年1月）
- 世界美術大全集 西洋編 第17巻 バロック 2 （高橋達史共編 小学館 1995年6月）
- 世界美術大全集 西洋編 第18巻 ロココ 小学館 1996年8月）
- ブック・アートの世界 絵本からインスタレーションまで （中川素子共編 水声社 2006年6月）
- 南蛮屏風集成 （中央公論美術出版 2008年2月）

## 参考
- 著書記載略歴[要文献特定詳細情報]

## 注
1. ↑  『現代日本人名録』2002